# Choirokoitia
O sítio neolítico de Choirokoitia localiza-se a 32 km de Larnaca, Chipre.  Ocupado do sétimo milénio a.C. ao quarto milénio a.C., é um dos locais pré-históricos mais importantes do mediterrâneo oriental. Os restos e achados das escavações lançaram uma luz na evolução da sociedade humana nesta região fundamental. Apenas uma parte do local foi escavada, e assim forma uma reserva arqueológica excepcional para estudo futuro.